# Carl Vaugoin

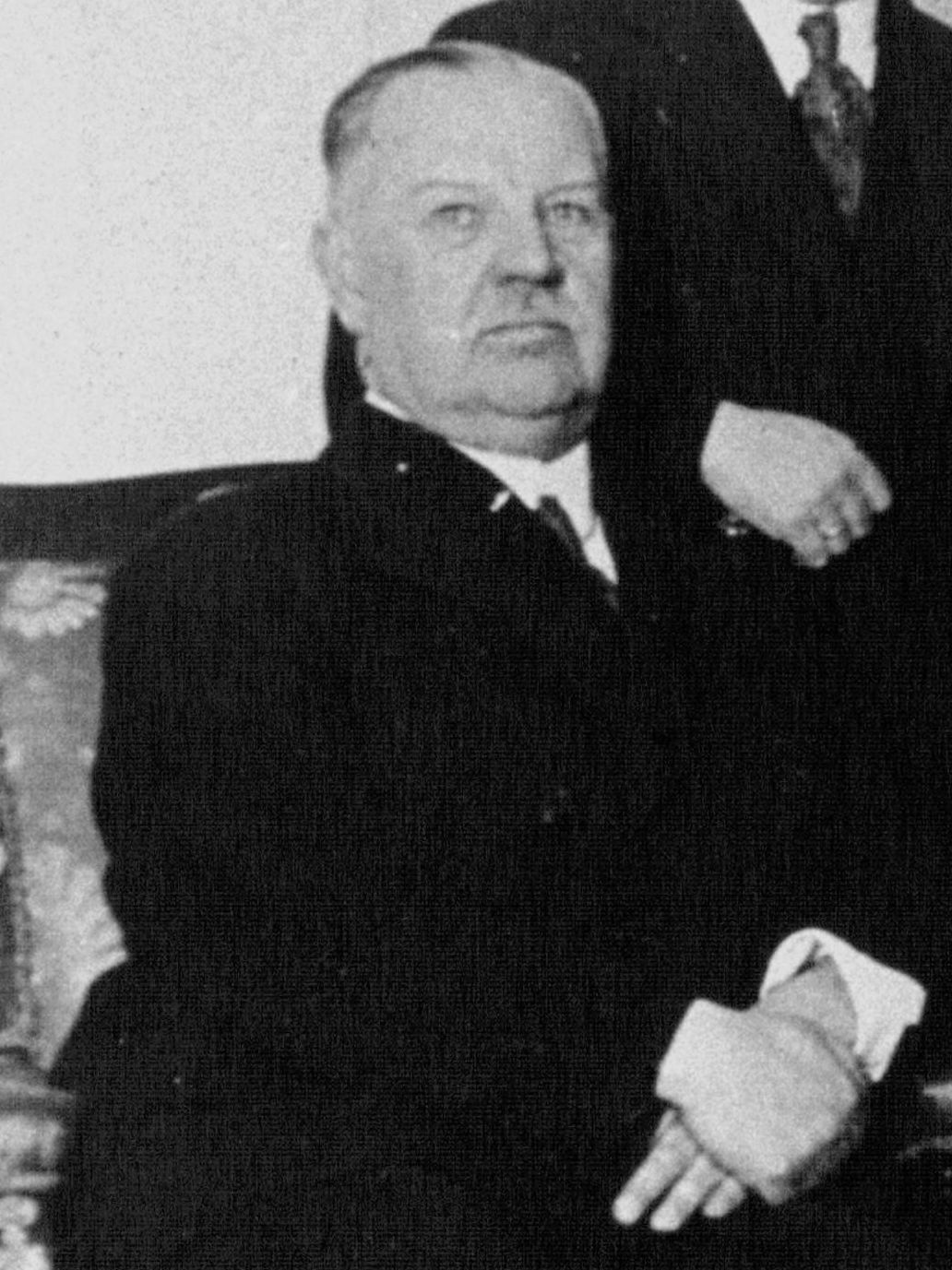
Carl Vaugoin

Carl Vaugoin (* 8. Juli 1873 in Wien; † 10. Juni 1949 in Krems an der Donau, Niederösterreich) war ein österreichischer Landesbeamter, Politiker der Christlichsozialen Partei und von 1930 bis 1933 deren Parteiobmann.

## Leben

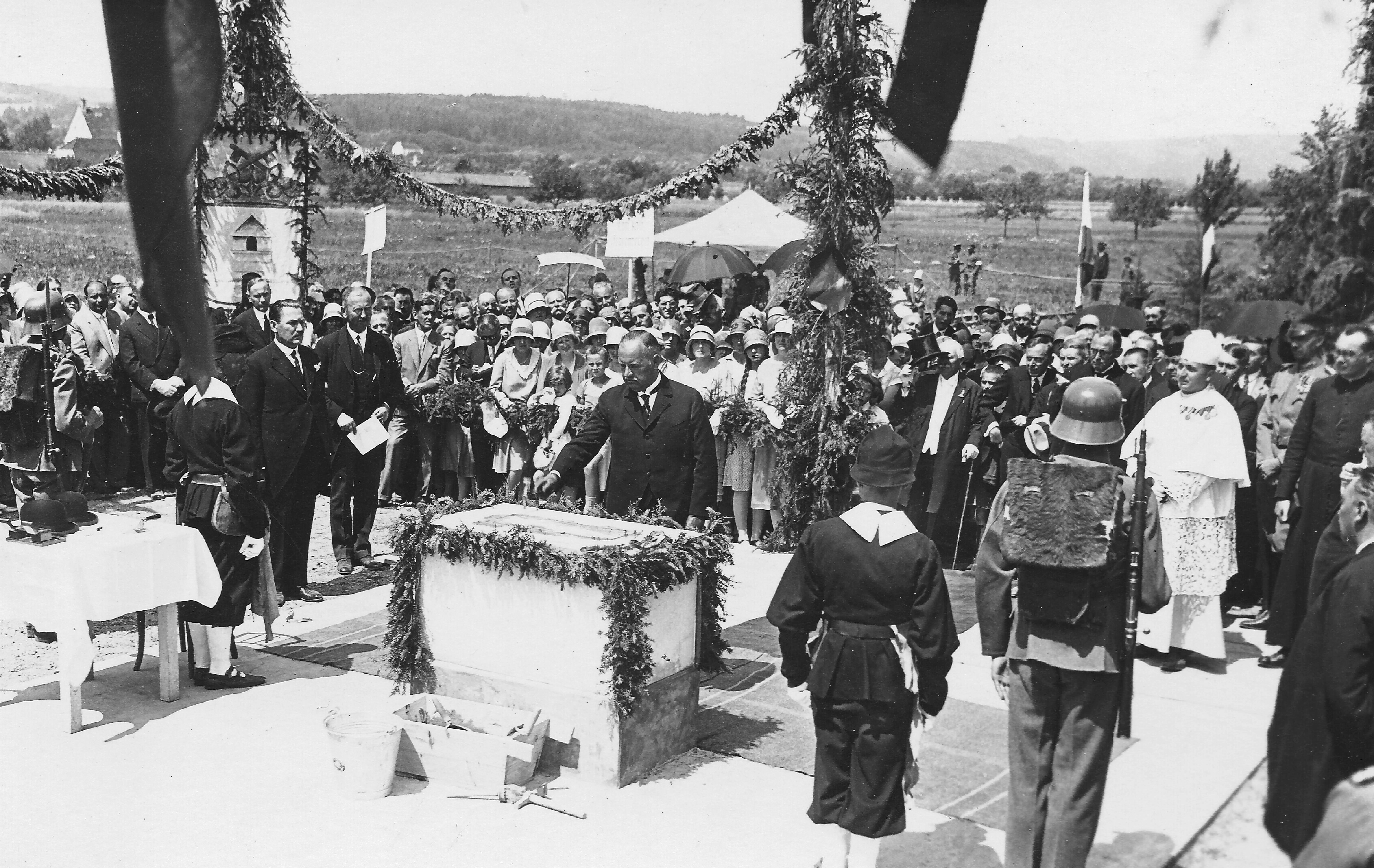
Carl Vaugoin bei der Grundsteinlegung der Kaserne in Pinkafeld am 21. Juli 1929

Als Sohn eines Juweliers und Wiener Stadtrats geboren, strebte Vaugoin nach seinem Jahr als Einjährig-Freiwilliger 1894 die Laufbahn eines Berufsoffiziers an, wurde aber für den Truppendienst untauglich befunden und 1899 außer Dienst gestellt. Seit 1898 im Rechnungsdienst der Niederösterreichischen Landesregierung tätig, trat er fast gleichzeitig der Christlichsozialen Partei (CS) bei, die er von 1912 bis 1920 im Wiener Gemeinderat vertrat.
Im Ersten Weltkrieg leitete Vaugoin nach kurzem Fronteinsatz zwei Etappen-Train-Werkstätten und war zuletzt Rittmeister. Sein Kriegsdienst im ruhigen Voralpenstädtchen Scheibbs fernab der Front brachte ihm später den Spitznamen „General Scheibbs“ ein. 1918 bis 1920 war er Wiener Stadtrat, 1920 bis 1933 Abgeordneter zum Nationalrat, 1921–1933 (ausgenommen die Zeit vom 7. Oktober 1921 bis 30. Mai 1922) in insgesamt 15 Kabinetten Verteidigungsminister, 1929/30 zugleich auch Vizekanzler und von September bis Dezember 1930 österreichischer Bundeskanzler.
Als Verteidigungsminister war es Vaugoin angelegen, die nach 1918 zunächst eher links eingestellte Truppe der Volkswehr in ein politisch neutrales Bundesheer umzuwandeln. Vaugoin trat als Förderer von Sektionschef Robert Hecht auf, der die juristische Konstruktion für den Staatsstreich von 1933 (kriegswirtschaftliches Ermächtigungsgesetz) konzipierte. 1930 wurde Vaugoin Nachfolger von Ignaz Seipel als Bundesparteiobmann der Christlichsozialen Partei.
Den autoritären Kurs des Ständestaates trug Vaugoin anfangs noch als Heeresminister mit, doch wurde er aufgrund zunehmender Differenzen mit der Heimwehr 1933 zu den Österreichischen Bundesbahnen abgeschoben und damit politisch entmachtet.
Den Nationalsozialismus überlebte Vaugoin in Zwangsaufenthalten in Mitteldeutschland und Thüringen und ab 1943 im Litschauer „Ausweichspital“. Aufgrund einer Krankheit gelähmt, verbrachte er seine letzten Lebensmonate im Stift Dürnstein. Er wurde am Hietzinger Friedhof bestattet.
Vaugoin war unter anderem Aufsichtsratsmitglied im Rüstungskonzern Skoda-Wetzler sowie Ehrenmitglied der katholischen Studentenverbindungen K.Ö.St.V. Rudolfina Wien, damals im CV, heute im ÖCV, K.Ö.H.V. Pannonia Wien im ÖCV und K.Ö.St.V. Liechtenstein Wien im MKV.